# 6682 Макарій
6682 Макарій (6682 Makarij) — астероїд головного поясу, відкритий 25 вересня 1973 року.
Тіссеранів параметр щодо Юпітера — 3,506.